# 에마 윌리스
에마 윌리스(Emma Willis, 1976년 3월 18일 ~ )는 잉글랜드의 사회자, 전직 모델이다.